# Matka Boża Sierpecka
Matka Boża Sierpecka (Matka Niezawodnej Nadziei) – lipowa statua Matki Boskiej, zlokalizowana w Kościele Wniebowzięcia Najświętszej Marii Panny w Sierpcu.
Gotycka figura datowana jest na lata 1360-1380 i pochodzić może ze szkoły śląsko-pomorskiej lub sądecko-spiskiej. Ma 120 cm wysokości. Umieszczona jest w ołtarzu głównym od początku istnienia świątyni. Przedstawia Matkę Boską z Dzieciątkiem na prawym ramieniu. W lewej dłoni trzyma jabłko królewskie. Również Dzieciątko trzyma w ręce jabłko barwy zielonej z koroną (pozłacaną).
Rzeźbie towarzyszą liczne wota, z których większość uległa rozproszeniu i zaginieniu. Król Władysław IV złożył tu  złotogłowy ornat i antepedium jako dar dziękczynny za zwycięstwo w wojnie polsko-rosyjskiej. Inne wota pozostawił król Zygmunt III Waza.
W 1981 figura została okradziona z płaszcza i kołpaka. W pięćsetną rocznicę objawień, 21 sierpnia 1983, kardynał Franciszek Macharski ukoronował statuę koronami papieskimi. W uroczystym akcie koronacji uczestniczyli także; bp Bogdan Sikorski (ordynariusz płocki), abp Bronisław Dąbrowski ( sekretarz generalny Konferencji Episkopatu Polski) oraz osiemdziesięciotysięczna rzesza pielgrzymów.